# Doing It Right (水肺潜水)

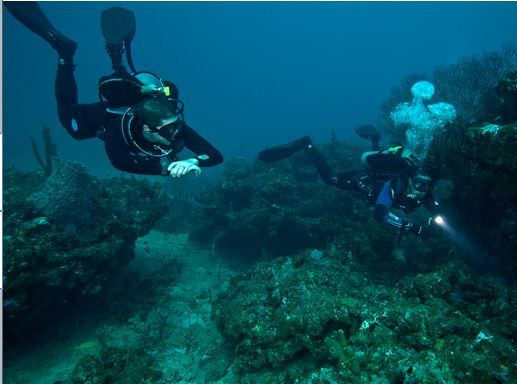
DIR潜水员

Doing It Right （ DIR  ）是一种整体的 水肺潜水方法 ，包括几项基本要素：基本的潜水技能（fundamental），团队合作，身体素质，装备流线型，极简的设备配置。DIR支持者认为，通过这些标准化设备配置和潜水团队守则来提高安全性，以预防和处理紧急情况。
DIR由20世纪90年代期间参与伍德维尔喀斯特平原项目（WKPP）的潜水员在寻找降低洞穴潜水死亡率方法过程中总结而来。目前，DIR理念被用作 Global Underwater Explorers（GUE） 、 Unified Team Diving (UTD) 、InnerSpace Explorers (ISE)和WUD等多个技术潜水组织从入门级到沉船和洞穴级潜水员水下潜水的基础教学中。